# Original Film
Original Film este o companie americană de producție de film și televiziune fondată de Neal H. Moritz. Filmele notabile pe care compania le-a produs includ franciza Furios și iute.

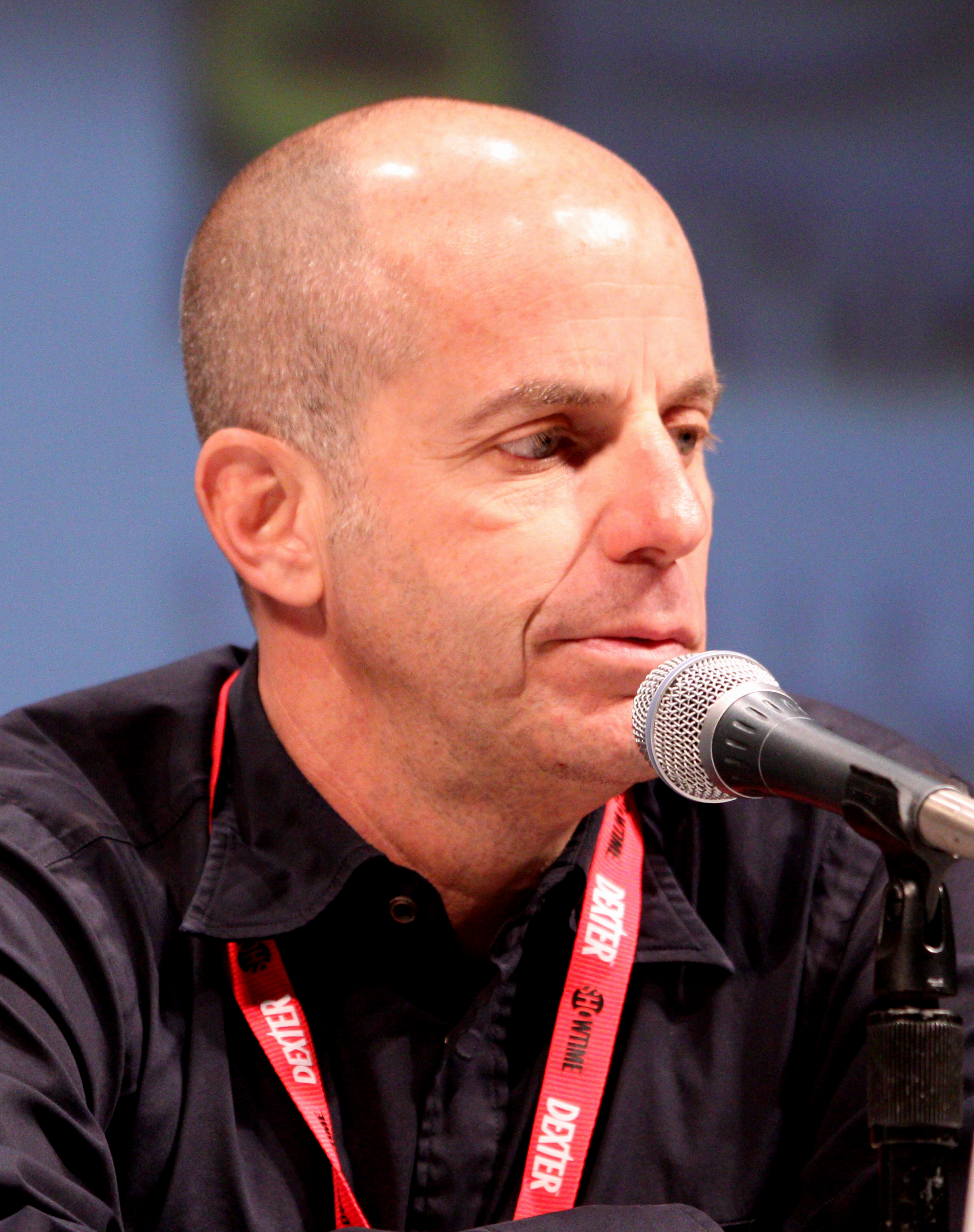
Neal Moritz a fondat compania împreună cu Bruce Mellon

Compania a fost fondată la începutul anilor 1990 de Neal H. Moritz și Bruce Mellon ca producătoare de film și companie comercială.
Este cunoscută pentru producția de filme precum Legendele orașului (1998), Triplu X (2002), Legenda vie (2007), 21 Jump Street - O adresă de pomină (2012) și Pasagerii (2016). De asemenea, a produs mai multe francize de filme precum Știu ce-ai făcut astă-vară, Tentația seducției, Furios și iute, precum și Ariciul Sonic.
În televiziune, a produs seriale ca Prison Break (2005-2017), The Big C (2010-2013), SWAT (2017-) și The Boys (2019-).
În 2012, filmele sale i-au adus câștiguri de peste cinci miliarde de dolari americani.